# 9 메티스
9 메티스(9 Metis)는 소행성대의 소행성 중 하나이다. 메티스는 규산염과 금속 니켈-철, 그리고 아주 오래전 충돌로 인한 큰 소행성의 잔해로 이루어진 핵으로 이루어져 있다. 메티스는 소행성대의 전체 질량 중 0.5% 이하를 차지하고 있다고 추정된다.

## 발견과 명명
메티스는 앤드루 그레이엄에 의해 아일랜드에서 1848년 4월 25일 발견했다.
메티스라는 이름은 그리스 신화의 티탄 세대의 여신의 이름에서 따왔다. 한 때, 테티스라는 이름이 대두됐지만 기각됐다.

## 특징
메티스의 자전 방향은 현재 알려지지 않았다. 이는 아직 정보가 애매하기 때문이다. 광도 곡선의 해석으로 메티스의 극점이 황도 좌표로 10°의 오차로 (β, λ) = (23°, 181°) or (9°, 359°)임이 드러났다. 이로 적도경사각이 72°임을 알 수 있다.
허블 우주 망원경의 이미지와 광도 곡선 해석으로 메티스는 한 쪽은 뾰족하고 한 쪽은 넓은 길쭉한 모양임이 알려졌다. 레이다 관측으로 넓은 평지가 있음이 밝혀졌다.
메티스의 표면은 금속을 함유한 감람석 30~40%와 니켈-철 금속 60~70%로 이루어져 있다고 추산된다.
광도 곡선의 데이터는 메티스에게 위성이 있을 가능성을 만들었으나, 후의 관측에서 이를 검증하는데 실패했다. 1993년 허블 우주 망원경의 관측으로 메티스에는 위성이 없다고 밝혀졌다.

## 질량
2007년, 베어와 체슬리는 메티스의 질량은 1.6~2.5 × 1019 kg이라고 추산했다. 이것으로 메티스는 돌이 많고 밀도는 3.3~8.9 g/cm³임을 알 수 있었다. 최근 베어는 1.13 × 1019 kg이라고 주장했다. 메티스는 지름이 200km에 가까운 대부분의 소행성들보다 밀도가 높게 나타났는데, 이는 메티스는 어떤 큰 소행성의 질량의 90%의 해당하는 덩어리라는 이론을 뒷받침한다.

## 메티스 군
메티스는 메티스 군이라는 군의 구성체로 제안된 바 있다. 그러나, 최근 연구에서는 일치하는 군이 없고, 또 메티스 주변 궤도의 원소 도표 해석에서 증거가 없다고 했다.
하지만, 분광 분석으로 메티스와 113 아말테아와의 강한 스펙트럼의 유사성을 발견했다. 그래서 이 소행성은 아주 오래된 잔해들의 군 중에서도 작은 구성체임이 제기됐다. 추정되는 주체는 300~600 km의 지름을 가진 분해된 천체로 추정된다. 메티스는 상대적으로 온전한 핵을 가지고 있다. 공교롭게도, 메티스와 아말테아 모두 목성의 위성과 같은 이름을 가지고 있다.